# Lorenzo Pérez
Lorenzo Pérez García (nacido el 23 de octubre de 1933 en Ronda, Málaga, España) es un exfutbolista español. Jugaba de delantero y su primer club fue el Algeciras Club de Fútbol.

## Carrera
Comenzó su carrera jugando para el Algeciras C F. Jugó para el club hasta 1952 donde firmaría por el Sevilla FC. En ese año se fue al Granada CF, en donde jugó hasta el año 1959. En ese año regresó al Sevilla FC, jugando allí hasta 1960. En ese año, Lorenzo se fue al RCD Mallorca hasta 1963 que volvió al Algeciras CF. Jugó las últimas jornadas de la temporada 1976-1977 con la Real Balompédica Linense.

## Selección nacional
Ha sido internacional con la Selección de fútbol de España en 1954 en un partido amistoso.

## Clubes
| Club                | País   | Año       |
| ------------------- | ------ | --------- |
| Algeciras CF        | España |           |
| Sevilla FC          | España | 1952-1958 |
| Granada CF (cesión) | España | 1958-1959 |
| Sevilla FC          | España | 1959-1960 |
| RCD Mallorca        | España | 1960-1963 |
| Algeciras CF        | España | 1963-1965 |
| RB Linense          | España | 1976-1977 |